# Mingo (voetballer)
Carles Domingo Pladevall (Hostalric, 10 juni 1977), voetbalnaam Mingo, is een Spaans profvoetballer. Hij speelt als verdediger bij Gimnàstic de Tarragona.

## Clubvoetbal
Mingo begon als voetballer in de cantera (jeugdopleiding) van FC Barcelona. Met de Juvenil A, het hoogste jeugdelftal van de club, won hij in 1994 de División de Honor en de Copa del Rey Juvenil. De verdediger speelde destijds samen met onder andere Albert Celades en Iván de la Peña. Van 1994 tot 1997 speelde Mingo voor FC Barcelona B. In 1997 vertrok hij naar Sporting de Gijón, waar Mingo tot 2000 onder contract stond. Via Rayo Vallecano (2000-2001), Real Betis Sevilla (2001-2004) en Albacete Balompié (2004-2006) kwam Mingo in 2006 bij Gimnàstic de Tarragona, dat destijds speelde in de Primera División.

### Statistieken
| seizoen    | club                   | land   | competitie         | wed. | goals |
| ---------- | ---------------------- | ------ | ------------------ | ---- | ----- |
| 1997/98    | Sporting de Gijón      | Spanje | Primera División   | 23   | 0     |
| 1998/99    | Sporting de Gijón      | Spanje | Segunda División A | 36   | 0     |
| 1999/00    | Sporting de Gijón      | Spanje | Segunda División A | 40   | 2     |
| 2000/01    | Rayo Vallecano         | Spanje | Primera División   | 33   | 0     |
| 2001/02    | Real Betis Sevilla     | Spanje | Primera División   | 22   | 0     |
| 2002/03    | Real Betis Sevilla     | Spanje | Primera División   | 12   | 0     |
| 2003/04    | Real Betis Sevilla     | Spanje | Primera División   | 12   | 1     |
| 2004/05    | Albacete Balompié      | Spanje | Primera División   | 15   | 0     |
| 2005/06    | Albacete Balompié      | Spanje | Segunda División A | 28   | 0     |
| 2006/07    | Gimnàstic de Tarragona | Spanje | Primera División   | 16   | 0     |
| Bijgewerkt | 14-03-2007             |        |                    |      |       |

## Nationaal elftal
Mingo werd in 1995 met Spanje Europees kampioen Onder-19.